# Jean-Baptiste Despax
Pour les articles homonymes, voir Despax.
Jean-Baptiste Despax est un peintre français né à Toulouse le 17 juin 1710 et mort dans cette même ville 3 novembre 1773.
Il a été l'élève d'Antoine Rivalz et s'est marié avec sa fille, Louise Rivalz, le 15 septembre 1751.
Après la création de l'Académie de peinture, sculpture et d'architecture de Toulouse, en 1750, il en a été membre et professeur.
Il a participé à la décoration de nombreuses églises et couvents à Toulouse, comme la chapelle des Carmélites, la chapelle de la Visitation ou l'église Saint-Exupère, ainsi que dans la région.
Il est réputé être le « maître baroque occitan ».

## Biographie

### École d'Antoine Rivalz à l'intérieur du Capitole
Antoine Rivalz avait été nommé peintre de la ville de Toulouse à son retour de Rome. Il avait un grand atelier à l'intérieur du Capitole où il pouvait recevoir des élèves. En 1726, les capitouls allouèrent une pension annuelle de 400 francs pour l'entretien d'une école. À la mort de Rivalz, la pension cessa et l'école ferma.
Cette école avait eu comme élèves Guillaume Cammas (1688-1777), Pierre Subleyras (1699-1749) et du sculpteur Pierre Lucas (1692-1752), père de François Lucas.

### Réalisation de la décoration de la chapelle des Carmélites
Après la mort de son beau-père Antoine Rivalz (qui avait fait dans la première travée du chœur de la chapelle les Quatre Vertus), Jean-Baptiste Despax va reprendre la réalisation de la décoration de la chapelle des Carmélites de Toulouse à partir de 1737 jusqu'en 1752.

### Formation auprès de Jean Restout à Paris
Il va continuer sa formation dans l'atelier de Jean Restout à Paris, entre 1742 et 1746.

### Directeur de l'Académie royale
Directeur de l'Académie royale de Toulouse en 1757, il est l'un des maîtres de Pierre-Henri de Valenciennes. Ses dessins connus sons encore très rares.
En 1768, on lui confie le chœur de l'église Saint-Nicolas à Toulouse.

## Œuvres
À Toulouse en dehors de la chapelle des carmélites, D'autres œuvres sont visibles à la cathédrale Saint-Étienne, l'église de la Dalbade notamment "la nativité de la vierge", à l'église Saint-Exupère . Plusieurs de ses tableaux sont exposés au musée des Augustins.

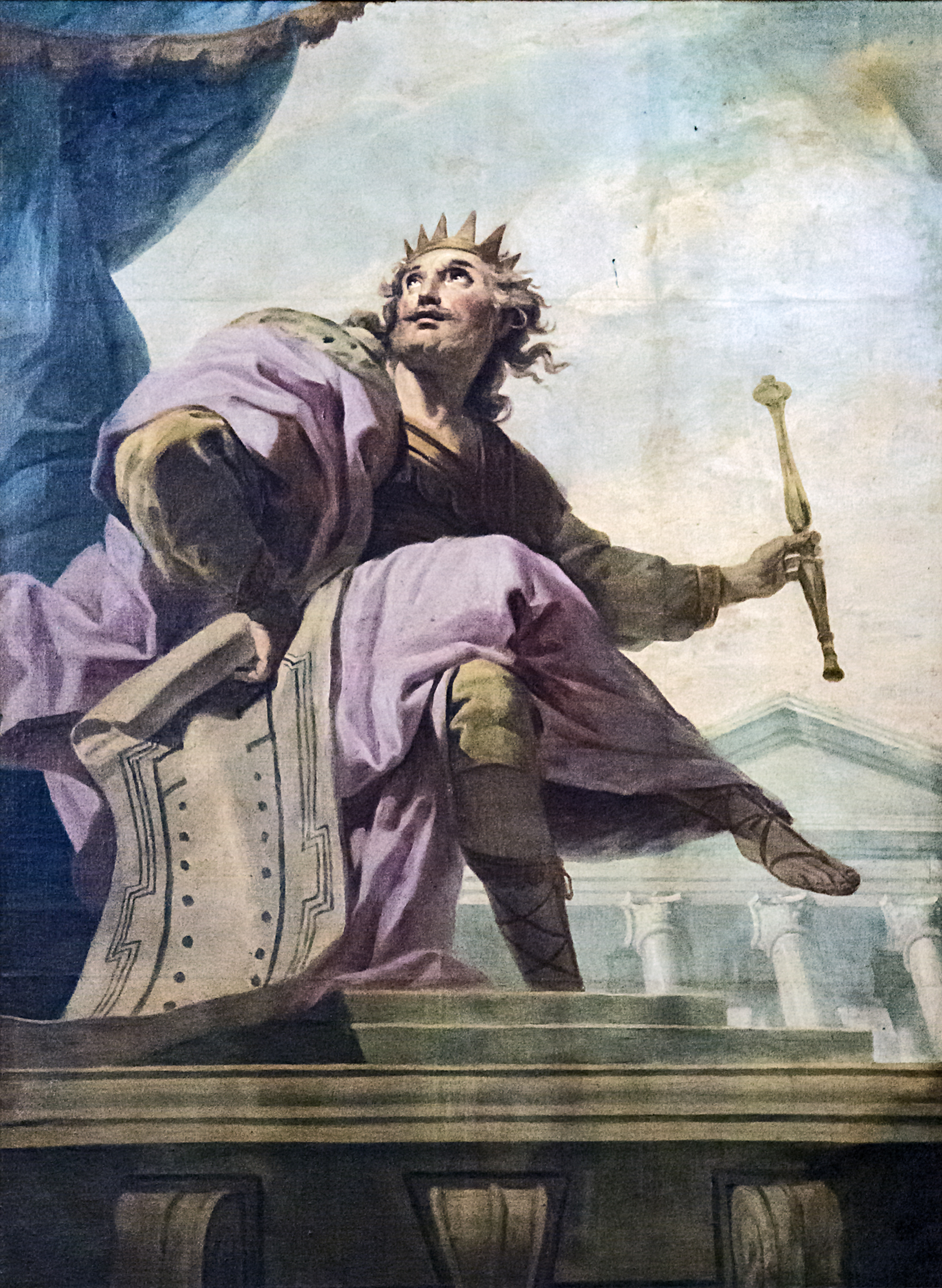
Cathédrale Saint-Étienne - Salomon tenant le plan de Jérusalem
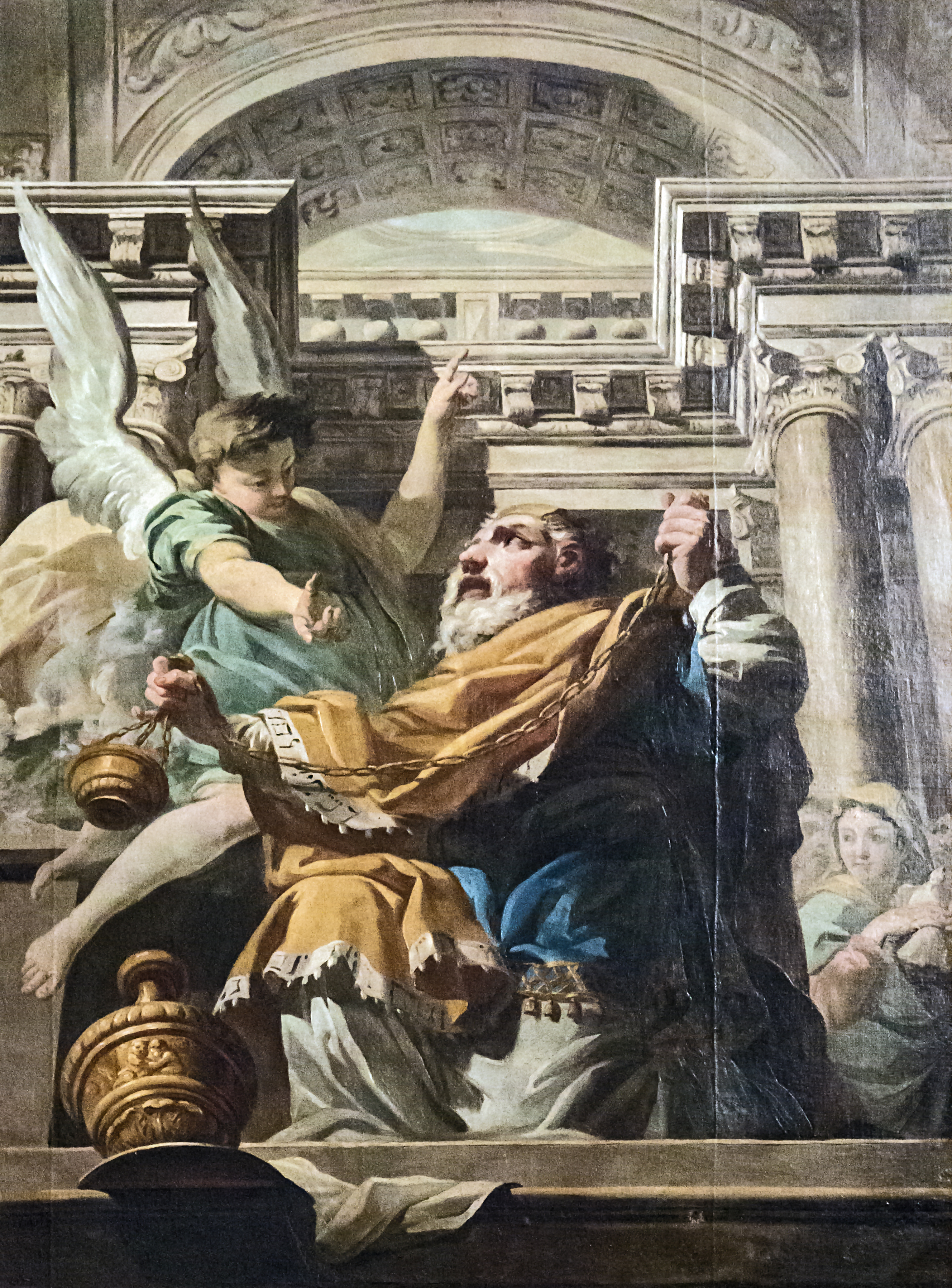
Cathédrale Saint-Étienne - Zacharie visité par l'ange
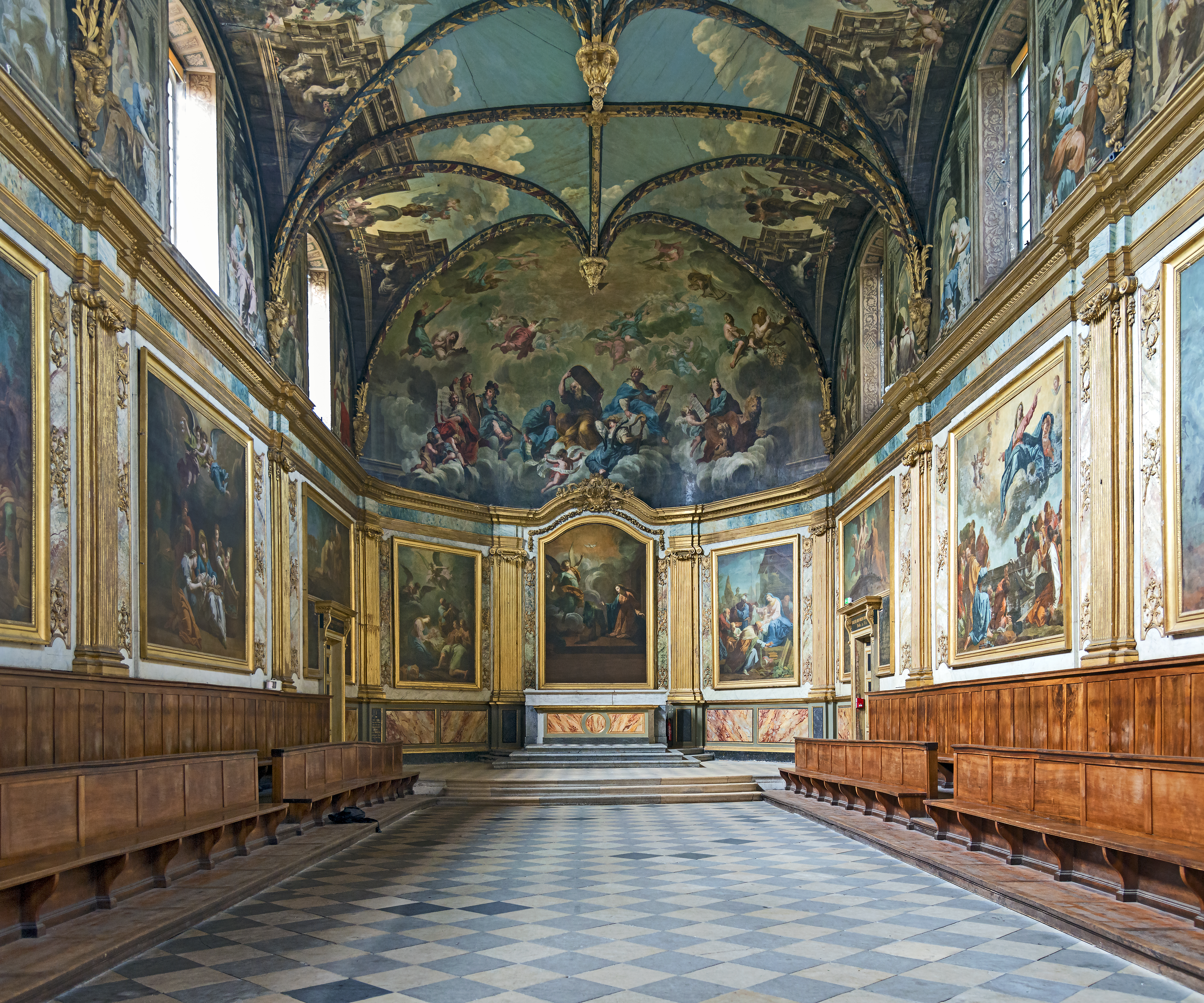
La Chapelle des Carmélites à Toulouse
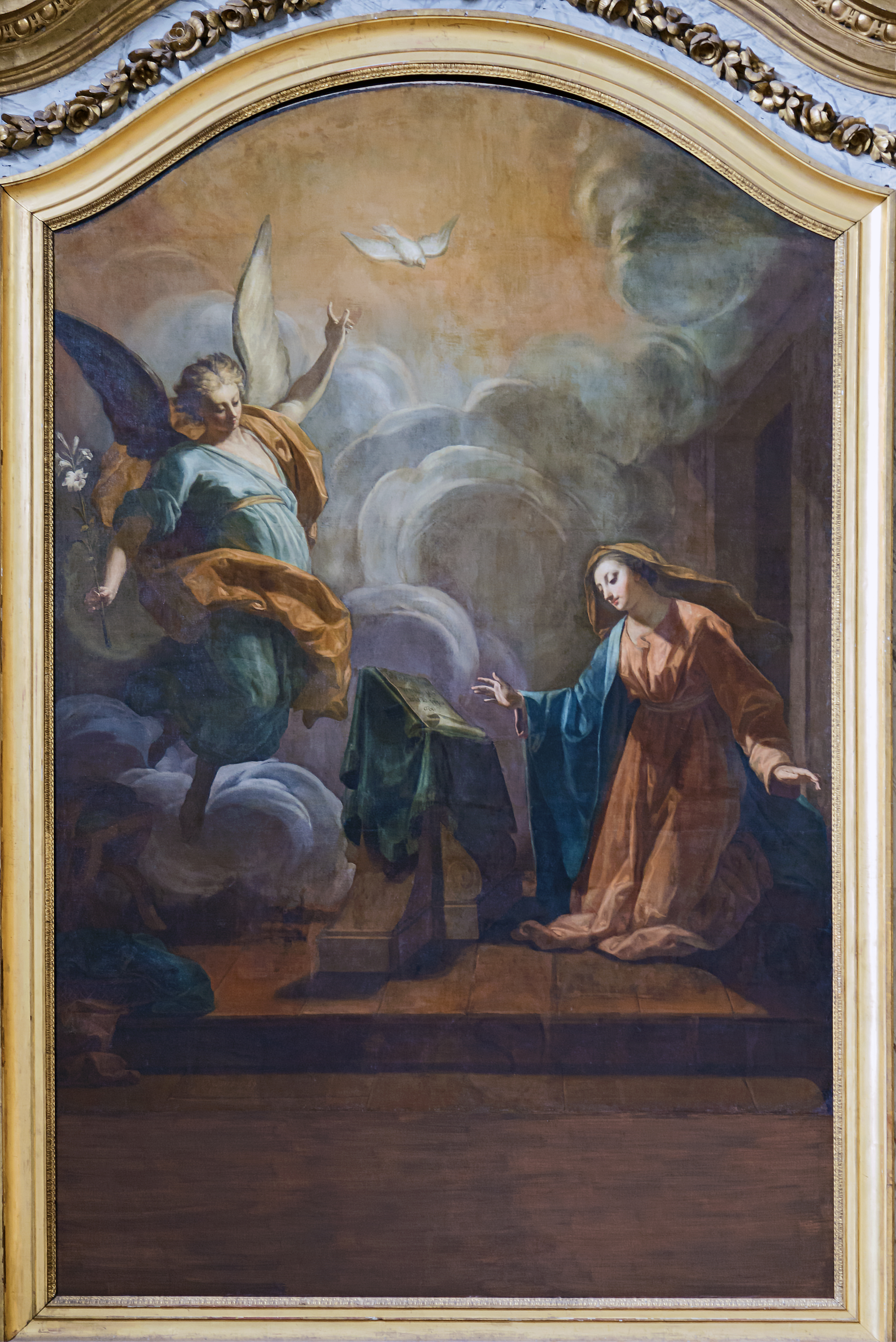
Chapelle des Carmélites - L'annonciation
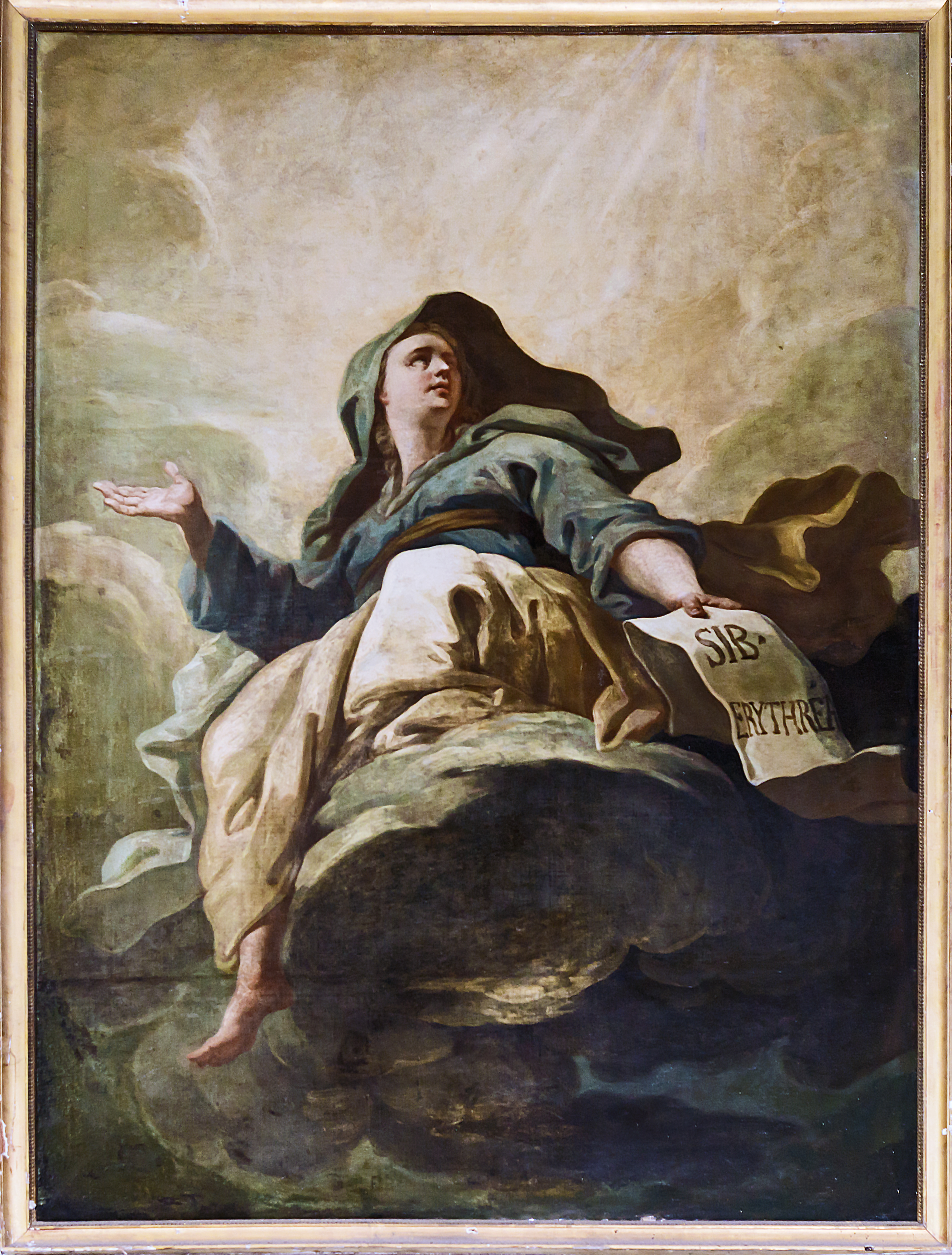
Église Saint-Exupère de Toulouse - Sibylle érythréenne
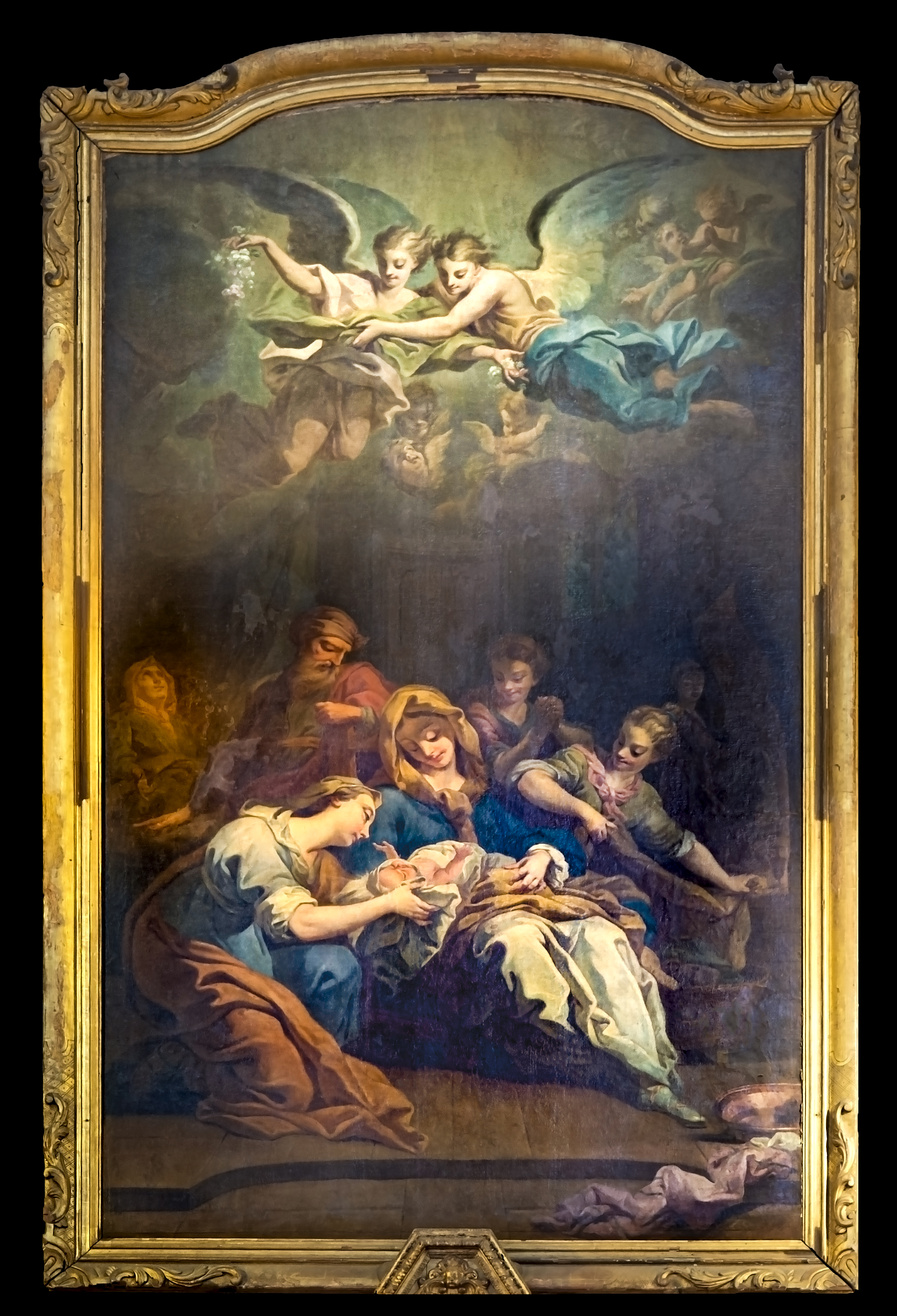
la Nativité de la Vierge Église Notre-Dame de la Dalbade

En dehors de Toulouse, d'autres de ses tableaux se trouvent à l'église des Carmélites de Pamiers, à l'église Saint-Étienne de Baziège où il a peint notamment L'Adoration des Mages et L'Adoration des bergers, à la collégiale Saint-Vincent de Montréal où il a peint le cycle de la Vie de Saint Vincent, à l'église Notre-Dame-de-la-Platé de Castres où il a peint en 1767 les tableaux de l'Annonciation et de la Visitation qui se trouvent sur les deux côtés de l'église, à l'église Saint-Léon en Lauragais où on lui doit une Présentation au Temple, à l'abbaye de Granselve (églises de Grenade et de Bouillac), ainsi qu'à l'église Sainte-Marie-Madeleine de Deyme où il a peint La résurrection de Lazare.
Quatre des tableaux qu'il a peints pour l'abbaye de Boulbonne ont été déposés dans le chœur de l'église de la Sainte-Vierge-de-la-Nativité à Cintegabelle, comme La Vision de Saint Benoît et La Sainte Famille.
Certains de ses tableaux appartiennent à des collections privées. Parmi ces toiles, on peut citer Le Christ au Jardin des Oliviers, Saint Daniel recevant la parole de l'ange Gabriel dans la fosse aux lions, Le Songe de Joseph, L'Ascension, Le Vœu de Louis XIII, Saint Augustin, Le Roi David, Saint Jean-Baptiste prêchant, Le Baptême du Christ, Le Christ au désert servi par les anges, Le Sacrifice d'Isaac, Portrait du cardinal de Bernis, Autoportrait à la palette.